# Следващите три дни
„Следващите три дни“ е американски филм от 2010 г. с участието на Ръсел Кроу и Елизабет Банкс. Режисьор е Пол Хагис, а филмът е римейк на френския „Всичко за нея“ от 2008 г.

## Сюжет
Животът на преподавателя в колеж Джон Бренън се променя за един ден, когато красивата му съпруга Лара е обвинена в убийство и осъдена на доживотен затвор. Принуден да отглежда малкия им син, Люк, сам и банкрутирал след две години неуспешни съдебни дела и обжалвания, Джон е трябва да рискува всичко и да разработи дързък план за бягство, в опит да измъкне жена си и да започне нов живот.